# Jouronium
Jouronium is een fictief element gebruikt in Battlefield 2142. Jouronium wordt in het spel gebruikt door de Europese Unie voor legeringen van wapens en voor projectielen, misschien is het dus een soort metaal. De stof wordt slechts in twee wapens gebruikt:
- De FL-PSG, een scherpschuttersgeweer. De toepassing van jouronium zit hier in de projectielen: pijltjes.
- De Gage 2100, een licht machinegeweer. De jouronium-legering maakt het overbodig om steeds munitie te wisselen.